# Germano Sartelli
Germano Sartelli (Imola, 31 gennaio 1925 – Imola, 8 settembre 2014) è stato uno scultore italiano.

## Biografia

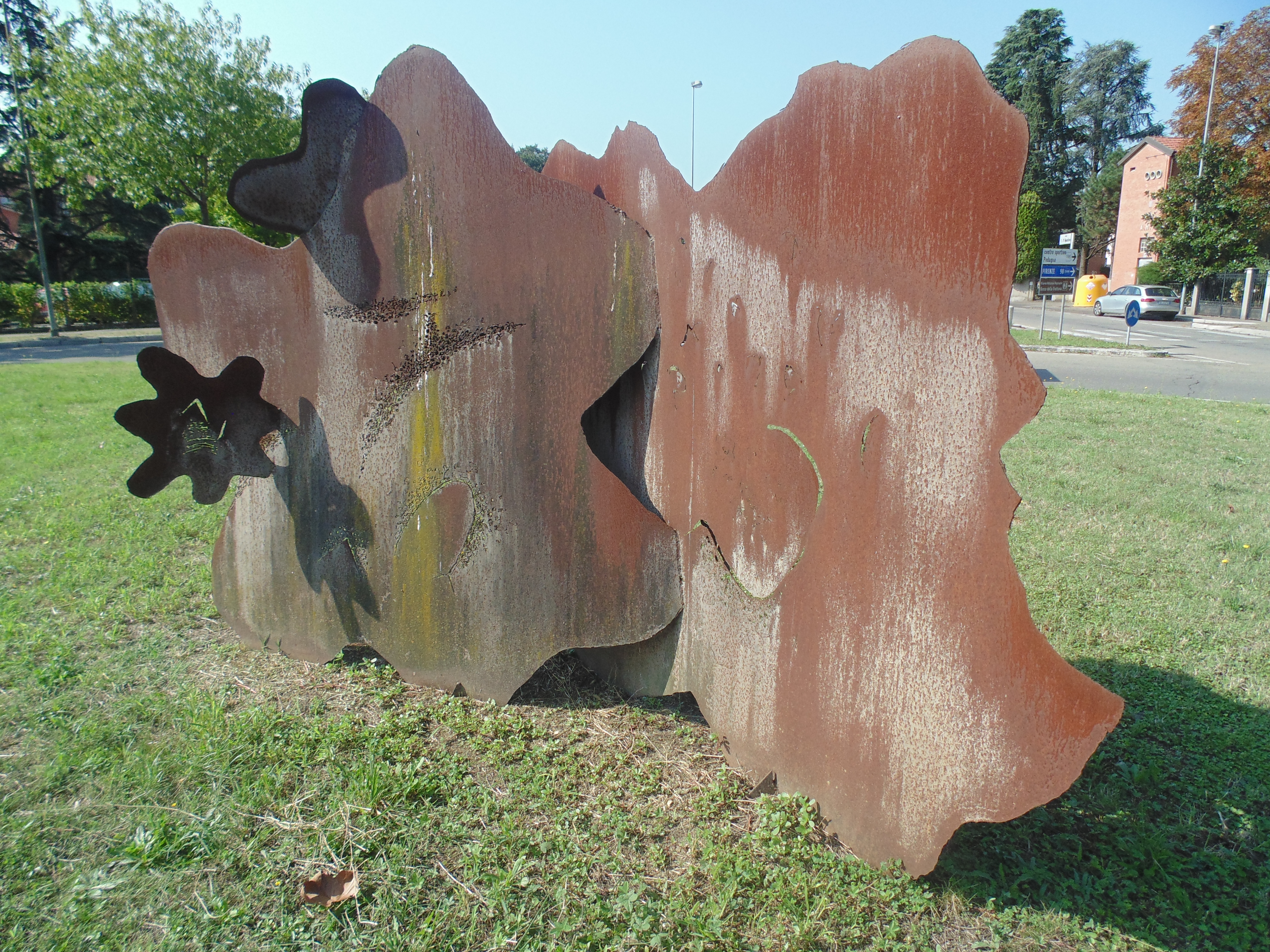
Scultura in lamiera di Germano Sartelli, Imola

Nato ad Imola, visse con la madre ed il fratello a Casalfiumanese per poi trasferirsi a Imola nel primo dopoguerra .  Scoprì la vocazione artistica sin da bambino. All'età di 13 anni, nel 1938, cominciò a frequentare come apprendista il laboratorio di ebanisteria dell'intagliatore Gioacchino Meluzzi all'interno dell'Istituto Santa Caterina di Imola, dove iniziò le sue prime prove artistiche.
Nel 1958 si tenne la sua prima personale organizzata da Dino Gavina al Circolo di Cultura a Bologna con la presentazione di Maurizio Calvesi. La firma delle sue opere fu da sempre l'utilizzo di materiali riciclati, le ragnatele, le paglie e le sculture in ferro, in seguito le pagine di giornali, foglie, carte colorate, carte macerate, muffe, terre e tutto ciò che avesse attinenza con la natura
Nel 1962 gli venne conferito il premio per la scultura dal Ministero della Pubblica Istruzione. Nel 1964 espose alla XXXII Biennale di Venezia   Negli anni a seguire le sue opere sono state esposte in molte mostre in Italia e all'estero, riuscendo a rinnovarsi continuamente per la sua grande voglia di sperimentare nuove forme e nuovi materiali. Nel 1952 all'ospedale psichiatrico Lolli di imola nasce la prima esperienza italiana di arte terapia che produrrà la prima mostra di opere dei pazienti psichiatrici in Italia nel 1954a Roma presso la Fondazione Besso.
, Nel 2016 uscí il film documentario scritto e diretto da Paolo Fiore Angelini Germano Sartelli. La forma delle cose, conversazioni nel quale l'artista si racconta.
Si sono occupati della sua opera, tra gli altri, Maurizio Calvesi, Andrea Emiliani, Claudio Spadoni, Claudio Cerritelli, Nino Castagnoli, Dario Trento eRoberto Daolio. .
Nel 2024, a dieci anni dalla morte, la casa laboratorio di Sartelli nelle colline imolesi è stata inclusa nell'elenco delle «Case e studi delle persone illustri dell'Emilia-Romagna» ed è diventata sede del Fondo Archivistico dell'artista.

Opere di Germano Sartelli fotografate da Paolo Monti
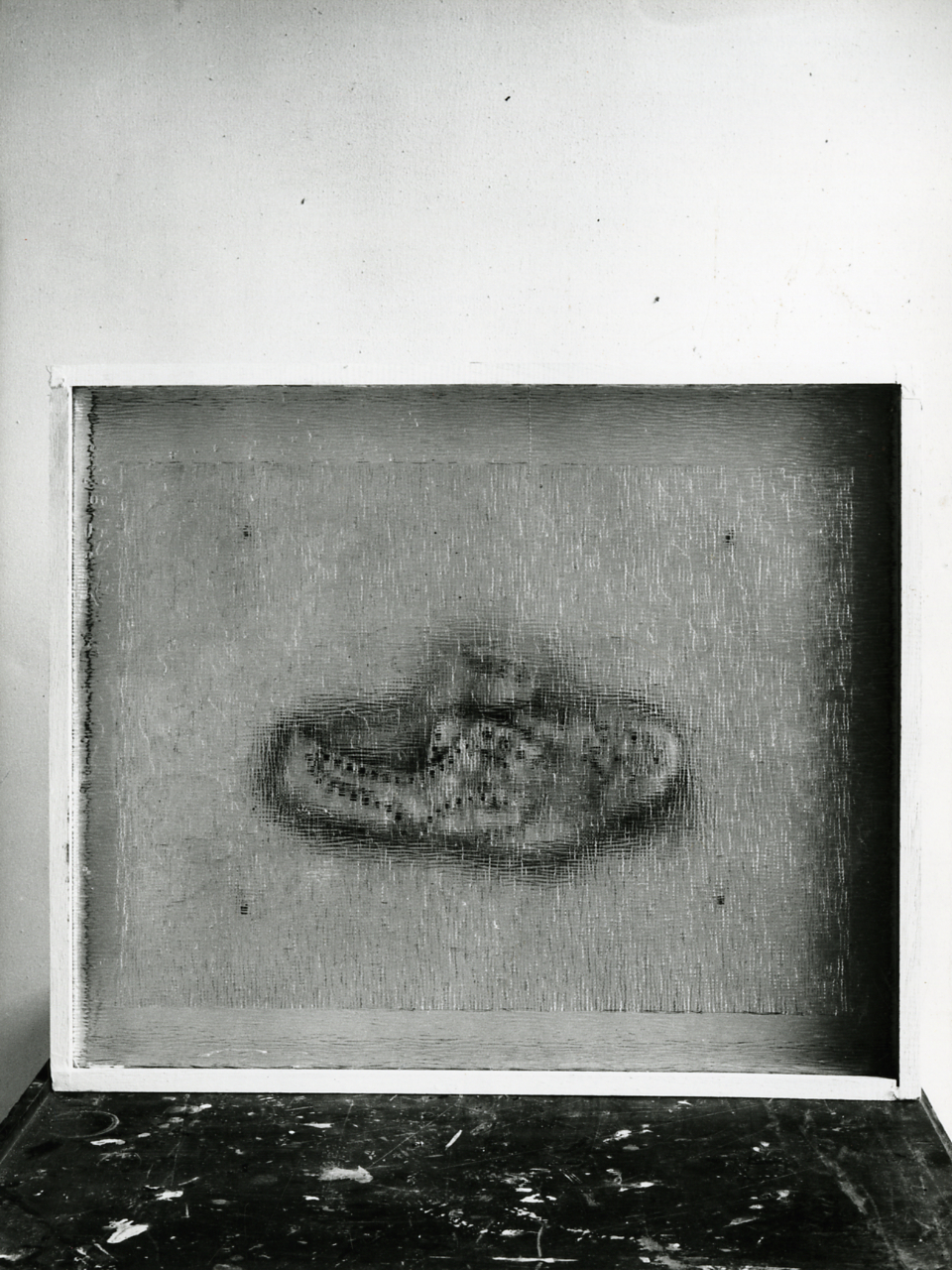
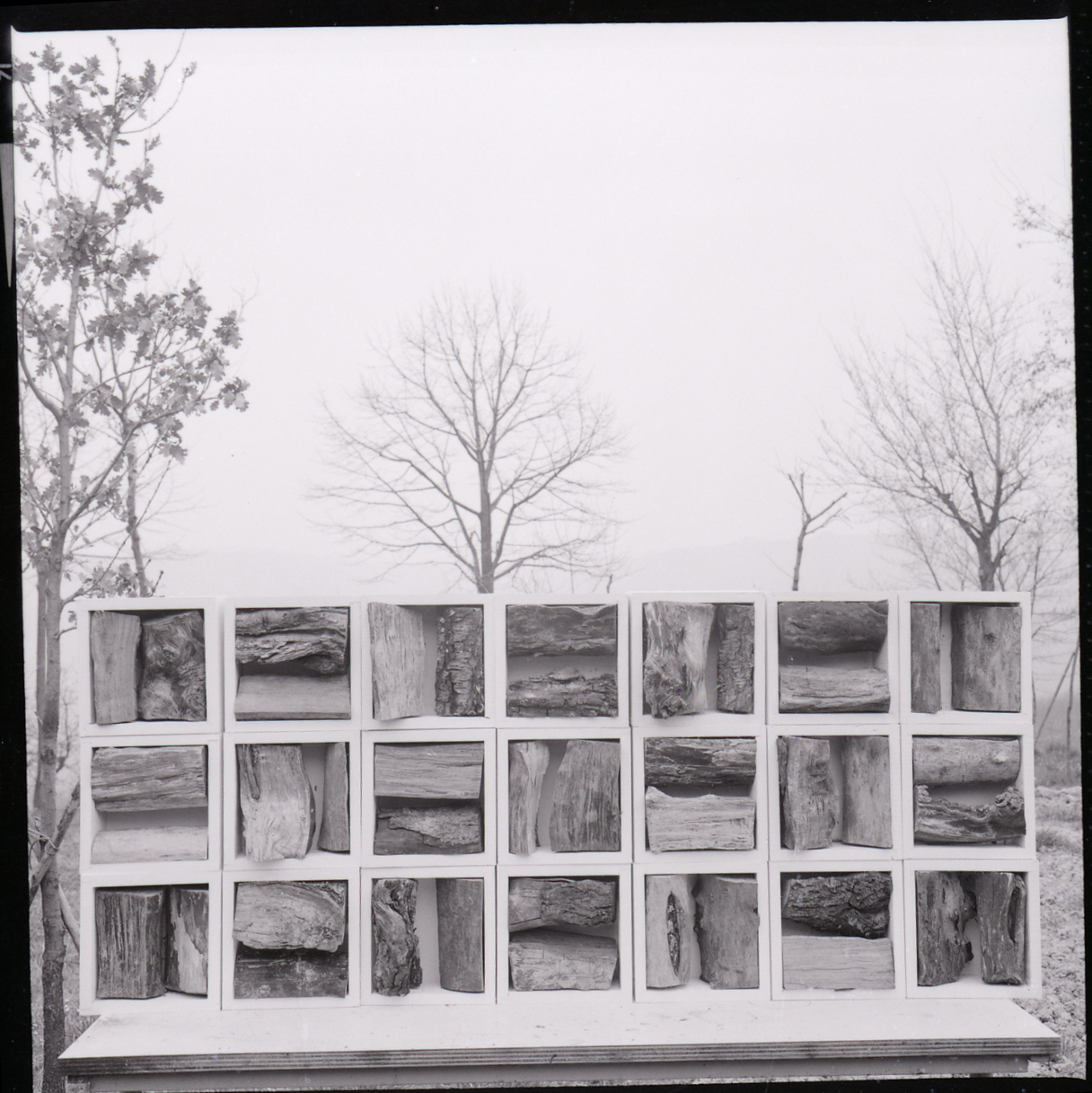
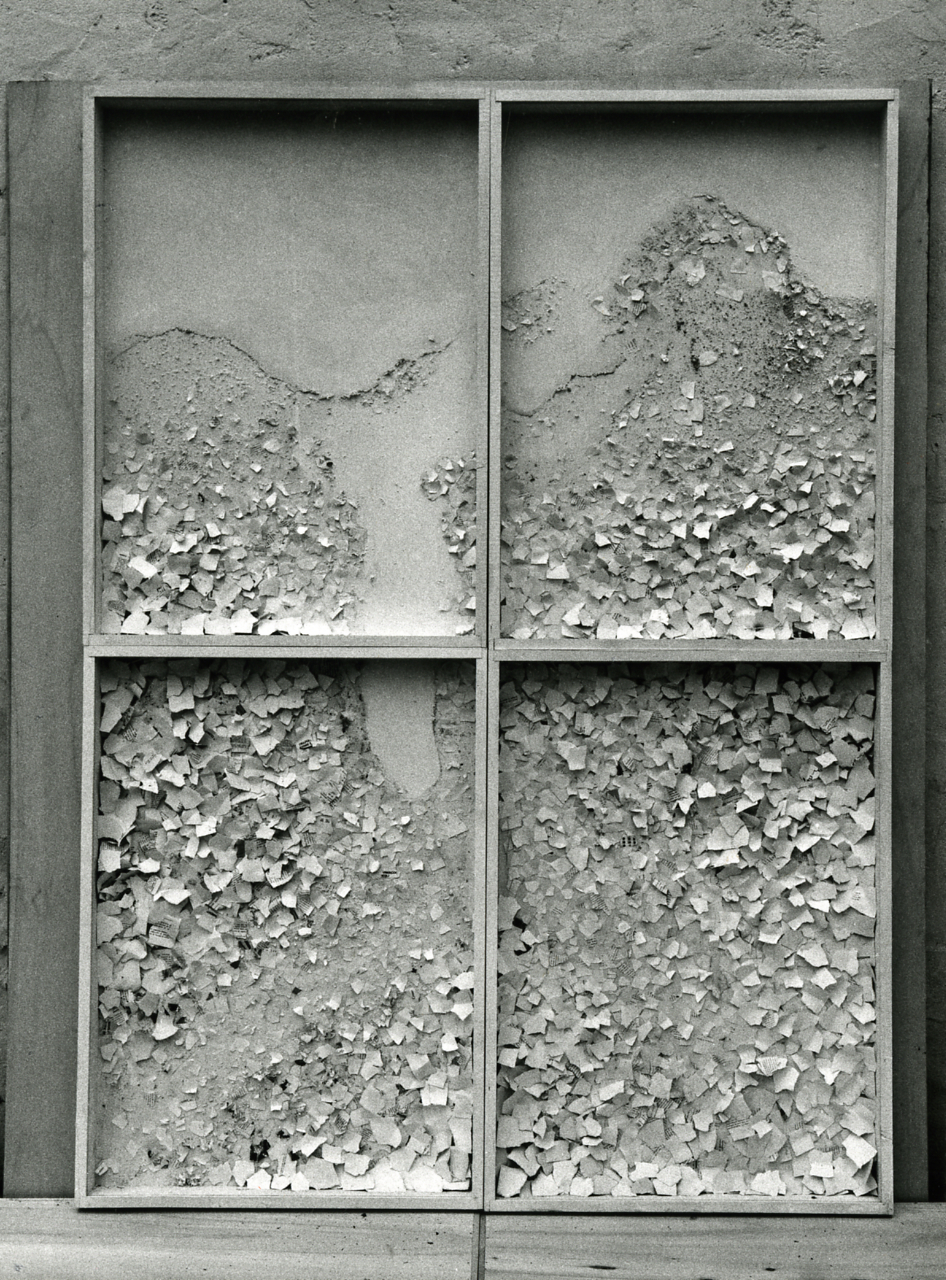
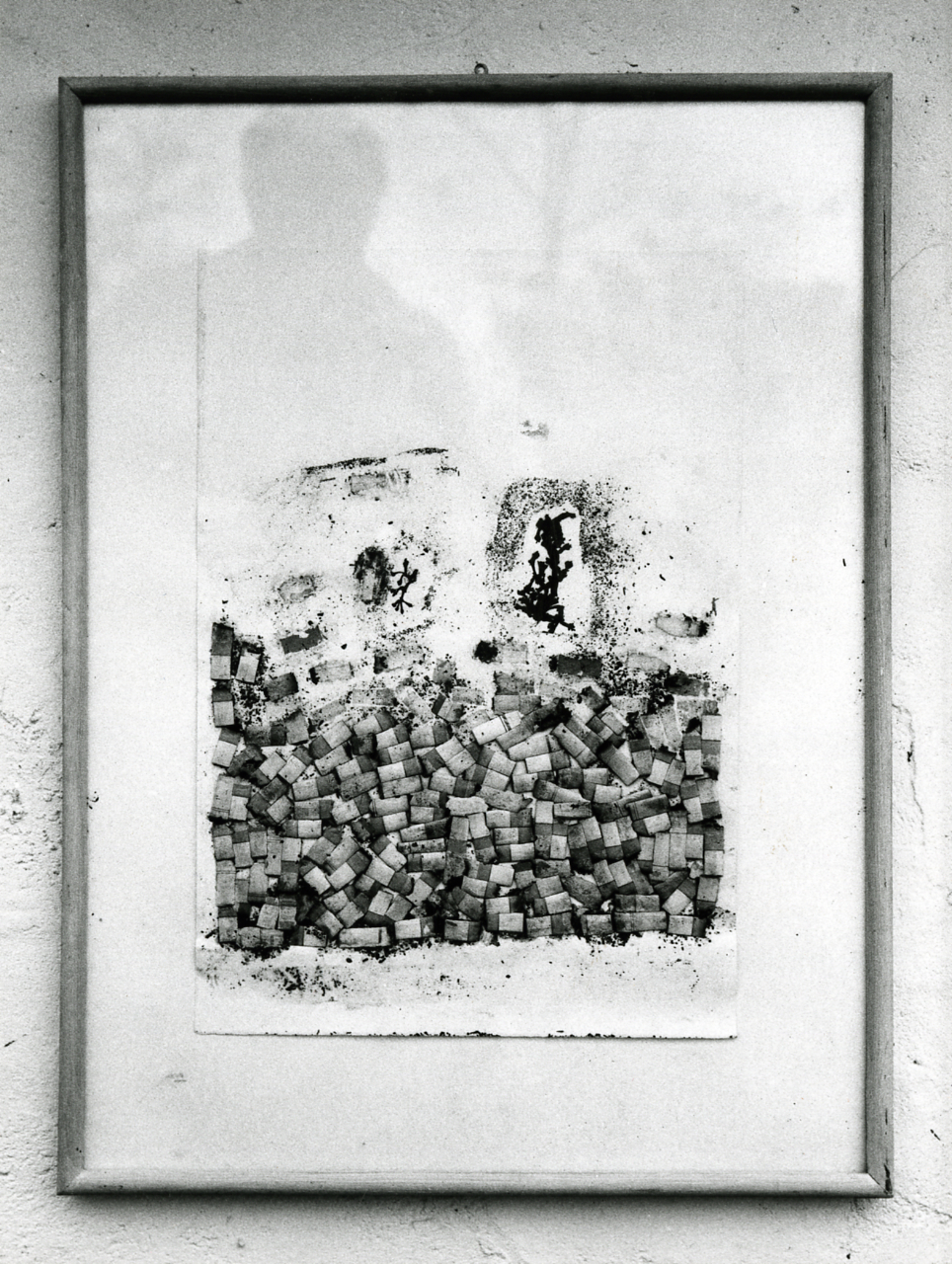
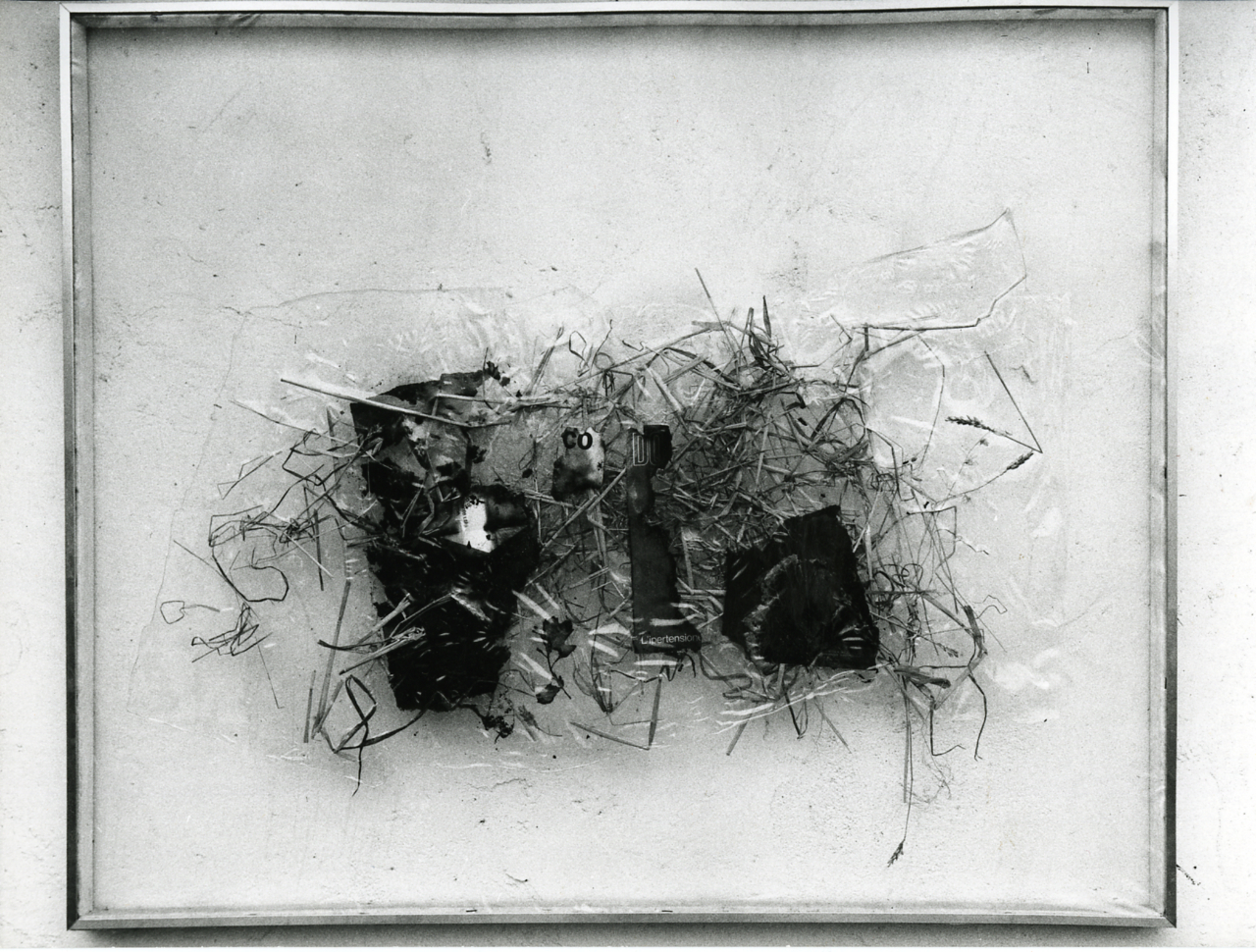
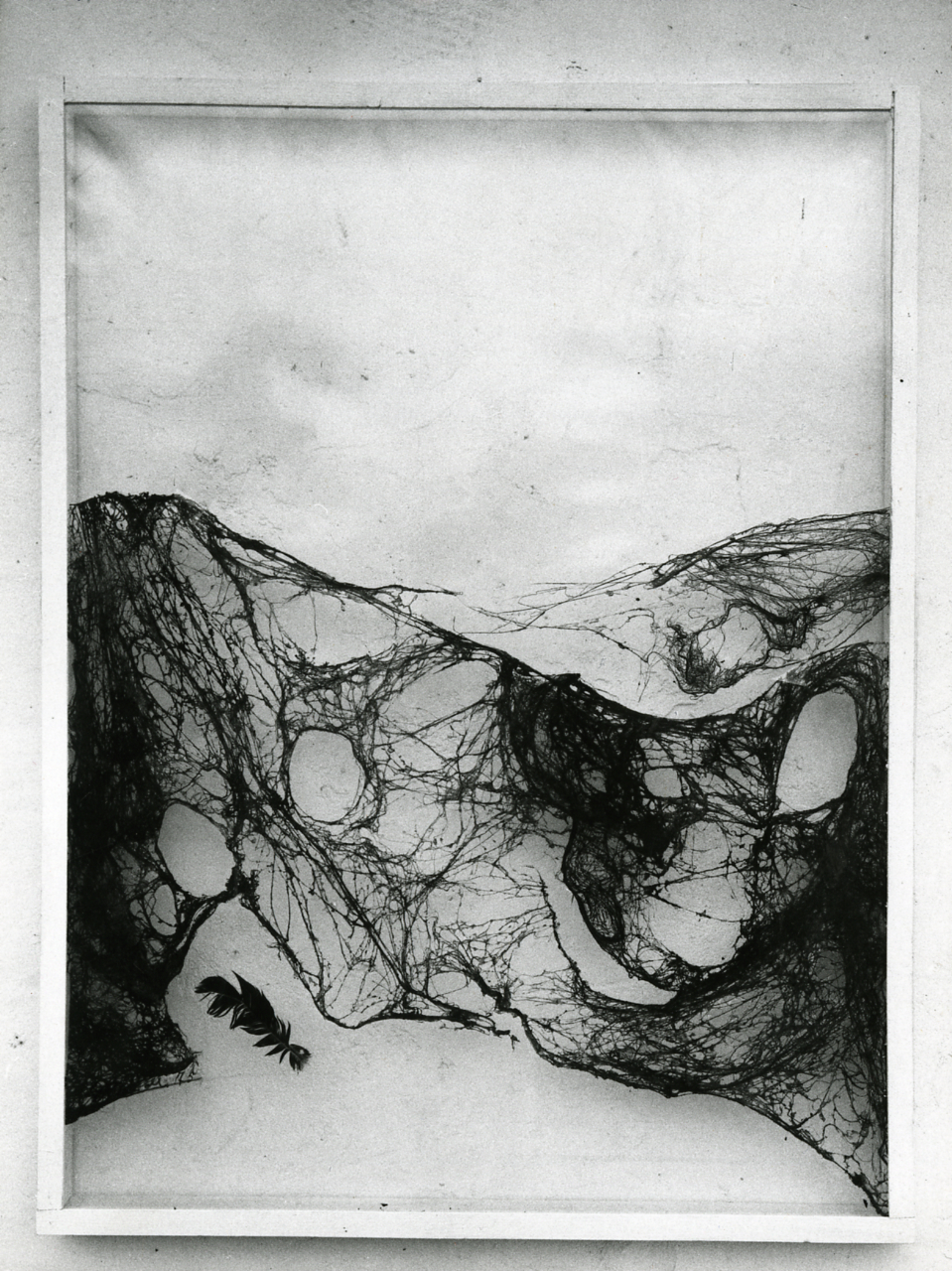
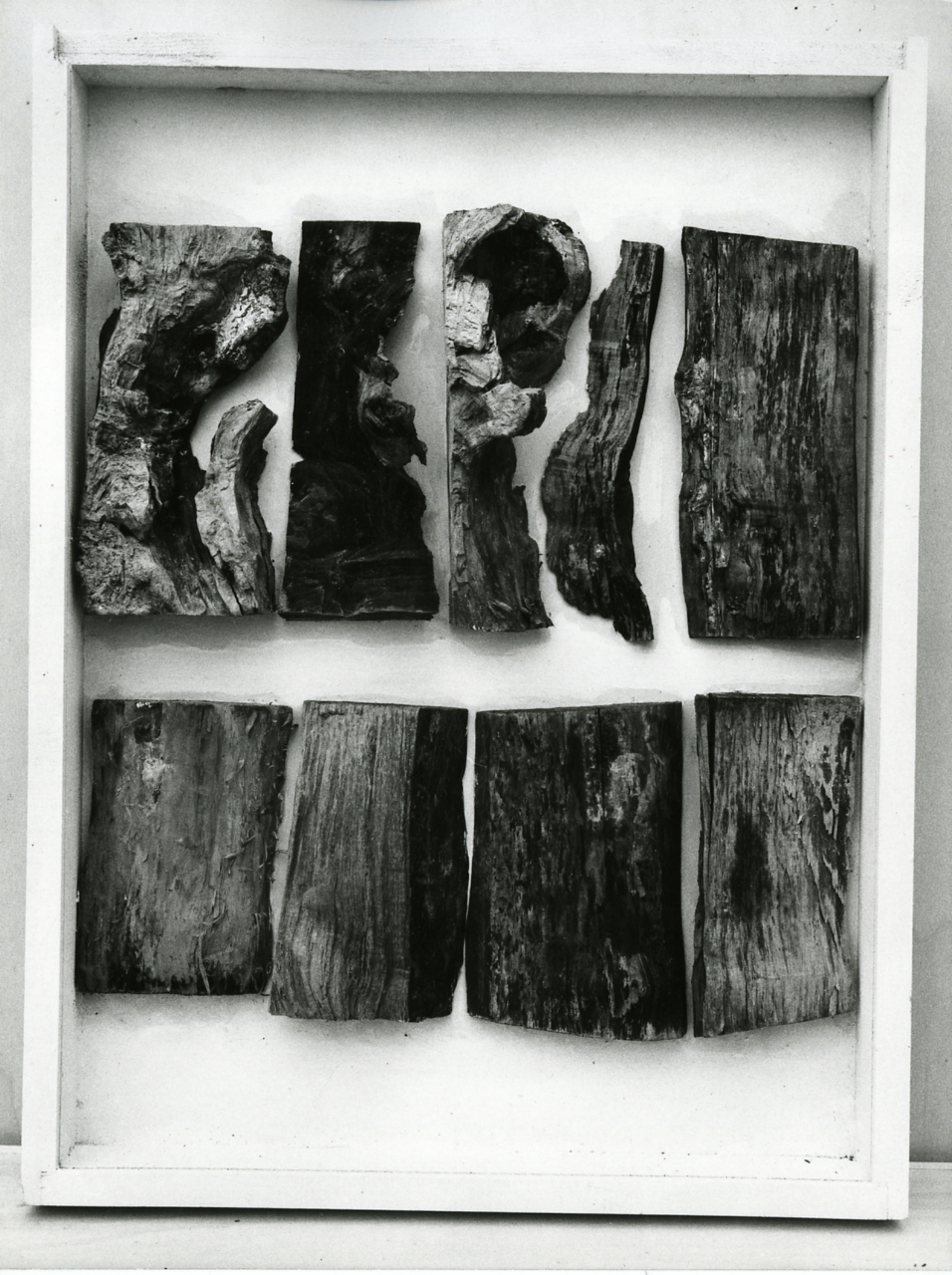